# Saison 1991-1992 de la LAH
Saison précédente Saison suivante
La saison 1991-1992 de la Ligue américaine de hockey est la 56e saison de la ligue au cours de laquelle quinze équipes jouent chacune 80 matchs de saison régulière. Les Red Wings de l'Adirondack remportent leur cinquième coupe Calder.

## Contexte

### Organisation
La ligue est réorganisée en 3 divisions avec la création de la division Atlantique.

### Changements de franchises
- Les Saints de Newmarket déménagent à Saint-Jean de Terre-Neuve, deviennent les Maple Leafs de Saint-Jean et passent dans la division Atlantique.
- Les Canadiens de Fredericton, les Citadels d'Halifax, les Hawks de Moncton et les Oilers du Cap-Breton sont transférés dans la division Atlantique.
- Les Red Wings de l'Adirondack et les Islanders de Capital District passent de la division Sud à la division Nord.

## Saison régulière

### Classement
| Clt   | Équipe                    | PJ | V  | D  | N  | BP  | BC  | Pts |
| ----- | ------------------------- | -- | -- | -- | -- | --- | --- | --- |
| +001, | Canadiens de Fredericton  | 80 | 43 | 27 | 10 | 314 | 254 | 96  |
| +002, | Maple Leafs de Saint-Jean | 80 | 39 | 29 | 12 | 325 | 285 | 90  |
| +003, | Oilers du Cap-Breton      | 80 | 36 | 34 | 10 | 336 | 330 | 82  |
| +004, | Hawks de Moncton          | 80 | 32 | 38 | 10 | 285 | 299 | 74  |
| +005, | Citadels d'Halifax        | 80 | 25 | 38 | 17 | 280 | 324 | 67  |

| Clt   | Équipe                        | PJ | V  | D  | N  | BP  | BC  | Pts |
| ----- | ----------------------------- | -- | -- | -- | -- | --- | --- | --- |
| +001, | Indians de Springfield        | 80 | 43 | 29 | 8  | 308 | 277 | 94  |
| +002, | Red Wings de l'Adirondack     | 80 | 40 | 36 | 4  | 335 | 309 | 84  |
| +003, | Nighthawks de New Haven       | 80 | 39 | 37 | 4  | 305 | 309 | 82  |
| +004, | Islanders de Capital District | 80 | 32 | 37 | 11 | 261 | 289 | 75  |
| +005, | Mariners du Maine             | 80 | 23 | 47 | 10 | 296 | 352 | 56  |

| Clt   | Équipe                 | PJ | V  | D  | N  | BP  | BC  | Pts |
| ----- | ---------------------- | -- | -- | -- | -- | --- | --- | --- |
| +001, | Rangers de Binghamton  | 80 | 41 | 30 | 9  | 318 | 277 | 91  |
| +002, | Americans de Rochester | 80 | 37 | 31 | 12 | 292 | 248 | 86  |
| +003, | Bears de Hershey       | 80 | 36 | 33 | 11 | 313 | 337 | 83  |
| +004, | Devils d'Utica         | 80 | 34 | 40 | 6  | 268 | 313 | 74  |
| +005, | Skipjacks de Baltimore | 80 | 28 | 42 | 10 | 287 | 320 | 66  |

- En gras : qualifiés pour les séries

### Meilleurs pointeurs
| Joueur          | Équipe                        | PJ | B  | A  | Pts | Pun |
| --------------- | ----------------------------- | -- | -- | -- | --- | --- |
| Shaun Van Allen | Oilers du Cap-Breton          | 77 | 29 | 84 | 113 | 80  |
| Tim Tookey      | Bears de Hershey              | 80 | 36 | 69 | 105 | 63  |
| Stan Drulia     | Nighthawks de New Haven       | 77 | 49 | 53 | 102 | 46  |
| Peter Ciavaglia | Americans de Rochester        | 77 | 37 | 61 | 98  | 16  |
| John Anderson   | Nighthawks de New Haven       | 68 | 41 | 54 | 95  | 24  |
| Andrew McKim    | Maple Leafs de Saint-Jean     | 79 | 43 | 50 | 93  | 79  |
| Greg Parks      | Islanders de Capital District | 70 | 36 | 57 | 93  | 84  |
| Dan Currie      | Oilers du Cap-Breton          | 66 | 50 | 42 | 92  | 39  |
| Simon Wheeldon  | Skipjacks de Baltimore        | 78 | 38 | 53 | 91  | 62  |

## Séries éliminatoires
Avec la réorganisation de la ligue en trois divisions, les séries éliminatoires changent à nouveau de format :
- Les quatre premières équipes de chaque division sont qualifiées. La première rencontre la quatrième et la deuxième affronte la troisième au meilleur des sept matchs. Les vainqueurs s'affrontent à nouveau au meilleur des sept matchs.
- Parmi les trois équipes gagnantes, celle qui a obtenu le plus de points en saison régulière est qualifiée directement pour la finale de la coupe Calder pendant que les deux autres s'affrontent au meilleur des trois matchs pour le gain de la deuxième place de finaliste.
- La finale se joue au meilleur des sept matchs[4].

### 1eret2etours

#### Division Atlantique
|  | Demi-finales | Demi-finales | Demi-finales | Demi-finales |         |         | Finale | Finale | Finale | Finale |
|  |              |              |              |              |         |         |        |        |        |        |
|  |              |              |              |              |         |         |        |        |        |        |
|  | Fredericton  | Fredericton  | 3            | 3            |         |         |        |        |        |        |
|  | Fredericton  | Fredericton  | 3            | 3            |         |         |        |        |        |        |
|  | Moncton      | Moncton      | 4            | 4            |         |         |        |        |        |        |
|  | Moncton      | Moncton      | 4            | 4            | Moncton | Moncton | 0      | 0      |        |        |
|  |              |              |              |              | Moncton | Moncton | 0      | 0      |        |        |
|  |              |              | Saint-Jean   | Saint-Jean   | 4       | 4       |        |        |        |        |
|  | Saint-Jean   | Saint-Jean   | Saint-Jean   | Saint-Jean   | 4       | 4       | 4      | 4      |        |        |
|  | Saint-Jean   | Saint-Jean   |              |              |         |         |        | 4      |        |        |
|  | Cap-Breton   | Cap-Breton   | 1            | 1            |         |         |        |        |        |        |
|  | Cap-Breton   | Cap-Breton   | 1            | 1            |         |         |        |        |        |        |

#### Division Nord
|  | Demi-finales     | Demi-finales     | Demi-finales | Demi-finales |             |             | Finale | Finale | Finale | Finale |
|  |                  |                  |              |              |             |             |        |        |        |        |
|  |                  |                  |              |              |             |             |        |        |        |        |
|  | Springfield      | Springfield      | 4            | 4            |             |             |        |        |        |        |
|  | Springfield      | Springfield      | 4            | 4            |             |             |        |        |        |        |
|  | Capital District | Capital District | 3            | 3            |             |             |        |        |        |        |
|  | Capital District | Capital District | 3            | 3            | Springfield | Springfield | 0      | 0      |        |        |
|  |                  |                  |              |              | Springfield | Springfield | 0      | 0      |        |        |
|  |                  |                  | Adirondack   | Adirondack   | 4           | 4           |        |        |        |        |
|  | Adirondack       | Adirondack       | Adirondack   | Adirondack   | 4           | 4           | 4      | 4      |        |        |
|  | Adirondack       | Adirondack       |              |              |             |             |        | 4      |        |        |
|  | New Haven        | New Haven        | 1            | 1            |             |             |        |        |        |        |
|  | New Haven        | New Haven        | 1            | 1            |             |             |        |        |        |        |

#### Division Sud
|  | Demi-finales | Demi-finales | Demi-finales | Demi-finales |            |            | Finale | Finale | Finale | Finale |
|  |              |              |              |              |            |            |        |        |        |        |
|  |              |              |              |              |            |            |        |        |        |        |
|  | Binghamton   | Binghamton   | 4            | 4            |            |            |        |        |        |        |
|  | Binghamton   | Binghamton   | 4            | 4            |            |            |        |        |        |        |
|  | Utica        | Utica        | 0            | 0            |            |            |        |        |        |        |
|  | Utica        | Utica        | 0            | 0            | Binghamton | Binghamton | 3      | 3      |        |        |
|  |              |              |              |              | Binghamton | Binghamton | 3      | 3      |        |        |
|  |              |              | Rochester    | Rochester    | 4          | 4          |        |        |        |        |
|  | Rochester    | Rochester    | Rochester    | Rochester    | 4          | 4          | 4      | 4      |        |        |
|  | Rochester    | Rochester    |              |              |            |            |        | 4      |        |        |
|  | Hershey      | Hershey      | 2            | 2            |            |            |        |        |        |        |
|  | Hershey      | Hershey      | 2            | 2            |            |            |        |        |        |        |

### Demi-finales et finale de la Coupe Calder
|  | Demi-finales | Demi-finales | Demi-finales | Demi-finales |   |   | Finale | Finale | Finale | Finale |
|  |              |              |              |              |   |   |        |        |        |        |
|  |              |              |              |              |   |   |        |        |        |        |
|  |              |              |              |              |   |   |        |        |        |        |
|  |              |              |              |              |   |   |        |        |        |        |
|  |              |              |              |              |   |   |        |        |        |        |
|  | Saint-Jean   | Saint-Jean   | 3            | 3            |   |   |        |        |        |        |
|  | Saint-Jean   | Saint-Jean   | 3            | 3            |   |   |        |        |        |        |
|  |              |              | Adirondack   | Adirondack   | 4 | 4 |        |        |        |        |
|  | Adirondack   | Adirondack   | Adirondack   | Adirondack   | 4 | 4 | 2      | 2      |        |        |
|  | Adirondack   | Adirondack   |              |              |   |   |        | 2      |        |        |
|  | Rochester    | Rochester    | 1            | 1            |   |   |        |        |        |        |
|  | Rochester    | Rochester    | 1            | 1            |   |   |        |        |        |        |

## Trophées

### Trophées collectifs
| Coupe Calder : Vainqueurs des séries                        | Red Wings de l'Adirondack |
| Trophée Richard-F.-Canning : Vainqueurs de la division Nord | Red Wings de l'Adirondack |
| Trophée Robert-W.-Clarke : Vainqueurs de la division Sud    | Americans de Rochester    |
| Trophée F.-G.-« Teddy »-Oke : Champions de la division Nord | Indians de Springfield    |
| Trophée John-D.-Chick : Champions de la division Sud        | Rangers de Binghamton     |

### Trophées individuels
| Trophée Les-Cunningham : Meilleur joueur de la saison                                 | John Anderson (Nighthawks de New Haven)  |
| Trophée John-B.-Sollenberger : Meilleur pointeur                                      | Shaun Van Allen (Oilers du Cap-Breton)   |
| Trophée Dudley-« Red »-Garrett : Meilleure recrue                                     | Félix Potvin (Maple Leafs de Saint-Jean) |
| Trophée Eddie-Shore : Meilleur défenseur de la saison                                 | Greg Hawgood (Oilers du Cap-Breton)      |
| Trophée Aldege-« Baz »-Bastien : Meilleur gardien                                     | Félix Potvin (Maple Leafs de Saint-Jean) |
| Trophée Harry-« Hap »-Holmes : Gardien(s) de l'équipe ayant encaissé le moins de buts | David Littman (Americans de Rochester)   |
| Trophée Louis-A.-R.-Pieri : Meilleur entraîneur de la saison                          | Doug Carpenter (Nighthawks de New Haven) |
| Trophée Fred-T.-Hunt : Joueur au meilleur esprit sportif'                             | John Anderson (Nighthawks de New Haven)  |
| Trophée Jack-A.-Butterfield : Meilleur joueur des séries                              | Allan Bester (Red Wings de l'Adirondack) |